# Urohaustorius mertungi
Urohaustorius mertungi is een vlokreeftensoort uit de familie van de Urohaustoriidae. De wetenschappelijke naam van de soort is voor het eerst geldig gepubliceerd in 1968 door Fearn-Wannan.